# Delevea
Delevea es un género con dos especies de coleópteros mixófagos. 

## Especies
- Delevea bertrandi
- Delevea namibensis